# Парамонов (Волгодонской район)
Парамо́нов — хутор в Волгодонском районе Ростовской области России.
Входит в состав Романовского сельского поселения.

## Население
| 1989 | 2002 | 2010 |
| ---- | ---- | ---- |
| 216  | ↗295 | ↗352 |

## Улицы
| - ул. Берёзовая, - ул. Гагарина, - ул. Дачная, | - ул. Степная, - ул. Строительная, - ул. Хвойная. |